# Clément Berthet
Clément Berthet (Pierre Bénite, França, 2 de agosto de 1997) é um ciclista profissional francês que compete com a equipa AG2R Citroën Team.

## Palmarés
- Ainda não tem conseguido vitórias como profissional.

## Equipas
- Team Delko (01.01.2021-31.07.2021)
- AG2R Citroën Team (01.08.2021-)